# Roger Kirkpatrick
Roger Whitworth Kirkpatrick là một cầu thủ bóng đá thi đấu ở vị trí tiền đạo ở Football League cho Chester.